# 1989 v loďstvech
Tento článek obsahuje významné události v oblasti loďstev v roce 1989.

## Lodě vstoupivší do služby
- 14. ledna –  HMS Trenchant (S91) – ponorka třídy Trafalgar

- 4. února –  ORP Rolnik – korveta Projektu 1241.1 (v kódu NATO třída Tarantul)[1]

- 11. února –  USS Pasadena (SSN-752) – ponorka třídy Los Angeles[2]

- 16. února –  Sindhukesari (S60) – ponorka třídy Sindhughosh[3]

- 17. února –  Hallebarde (L9062) – vyloďovací člun třídy Rapière

- 31. března  Mussandam (B14) – raketový člun třídy Dhofar

- 27. dubna –  Ula (S300) – ponorka třídy Ula[4]

- 6. května –  Tupi (S 30) – ponorka třídy Tupi (typ 209)

- 24. května –  Bredstedt (BP 21) – hlídková loď

- 27. května –  HMS Campbeltown (F86) – fregata Typu 22 Broadsword

- 3. června –  USS Newport News (SSN-750) – ponorka třídy Los Angeles[5]

- 10. června –  HMS Cumberland (F85) – fregata Typu 22 Broadsword

- 29. července –  USS Wasp (LHD-1) – výsadková loď stejnojmenné třídy

- 31. srpna –  INS Sukanya (P 50) – hlídková loď třídy Sukanya

- 9. září –  USS Pennsylvania (SSBN-735) – ponorka třídy Ohio[6]

- 15. září –  Émeraude (S 604) – útočná ponorka třídy Rubis

- 3. října –  Augsburg (F 213) – fregata třídy Bremen

- 12. října –  ORP Lublin (821) – výsadková loď stejnojmenné třídy

- 21. října –  USS Topeka (SSN-754) – ponorka třídy Los Angeles[7]

- 11. listopadu –  USS Abraham Lincoln (CVN-72) – letadlová loď třídy Nimitz

- 11. listopadu –  Giuliano Prini (S-523) – ponorka třídy Salvatore Pelosi

- 12. prosince –  Inhaúma (V 30) – korveta třídy Inhaúma

- 30. prosince –  Contra-Amiral Eustaţiu Sebastian (264) – korveta třídy Contra-Amiral Eustaţiu Sebastian